# Parahathlia
Parahathlia is een kevergeslacht uit de familie van de boktorren (Cerambycidae). De wetenschappelijke naam van het geslacht werd voor het eerst geldig gepubliceerd in 1961 door Breuning.

## Soorten
Parahathlia omvat de volgende soorten:
- Parahathlia lineella (Hope, 1842)
- Parahathlia melanocephala (Hope, 1842)
- Parahathlia rotundipennis Breuning, 1961